# Svojšice (Petrovice u Sušice)
Svojšice jsou malá vesnice, část obce Petrovice u Sušice v okrese Klatovy v Plzeňském kraji. Nachází se asi 2,5 kilometru severně od Petrovic u Sušice. Je zde evidováno 47 adres. V roce 2011 zde trvale žilo 44 obyvatel. Svojšice leží v katastrálním území Svojšice u Sušice o rozloze 3,78 km².

## Historie
První písemná zmínka o vesnici pochází z roku 1366.

## Obyvatelstvo
| Rok            | 1869 | 1880 | 1890 | 1900 | 1910 | 1921 | 1930 | 1950 | 1961 | 1970 | 1980 | 1991 | 2001 | 2011 | 2021 |
| -------------- | ---- | ---- | ---- | ---- | ---- | ---- | ---- | ---- | ---- | ---- | ---- | ---- | ---- | ---- | ---- |
| Počet obyvatel | 270  | 269  | 272  | 273  | 279  | 283  | 238  | 164  | 146  | 98   | 79   | 64   | 65   | 44   | 56   |
| Počet domů     | 39   | 42   | 43   | 43   | 44   | 44   | 45   | 44   | 56   | 34   | 24   | 30   | 32   | 31   | 32   |

## Obecní správa
Při sčítání lidu v letech 1850–1975 Svojšice byly samostatnou obcí, se kterým patřily nejprve do okresu Sušice, ale od roku 1960 v okrese Klatovy. Od 1. ledna 1976 jsou částí obce Petrovice u Sušice v okrese Klatovy. V letech 1950–1959 k obci patřil Strunkov a v letech 1950–1975 také Částkov a Maršovice.

## Pamětihodnosti
- U návesního rybníka stojí budova svojšické tvrze založené ve čtrnáctém[10] nebo na počátku patnáctého století,[11] ke které byl na konci osmnáctého století přistavěn malý zámek.[12]
- Kostel sv. Jana Křtitele[13]
- Venkovská usedlost čp. 15 (Kocíkův statek)
- V obci a okolí je několik památných stromů

## Galerie

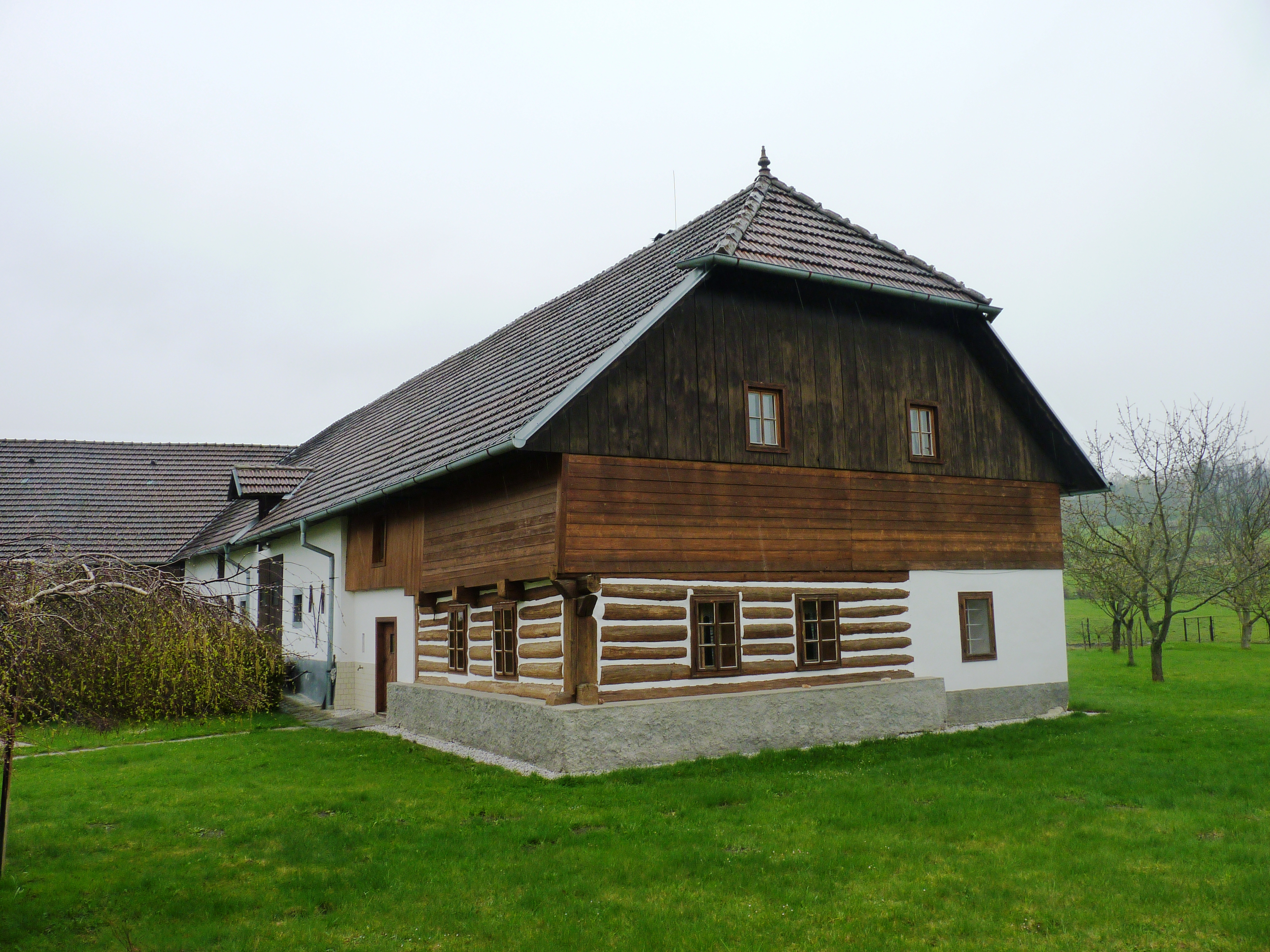
Památkově chráněný Kocíkův statek čp. 15 vyhledávají filmaři
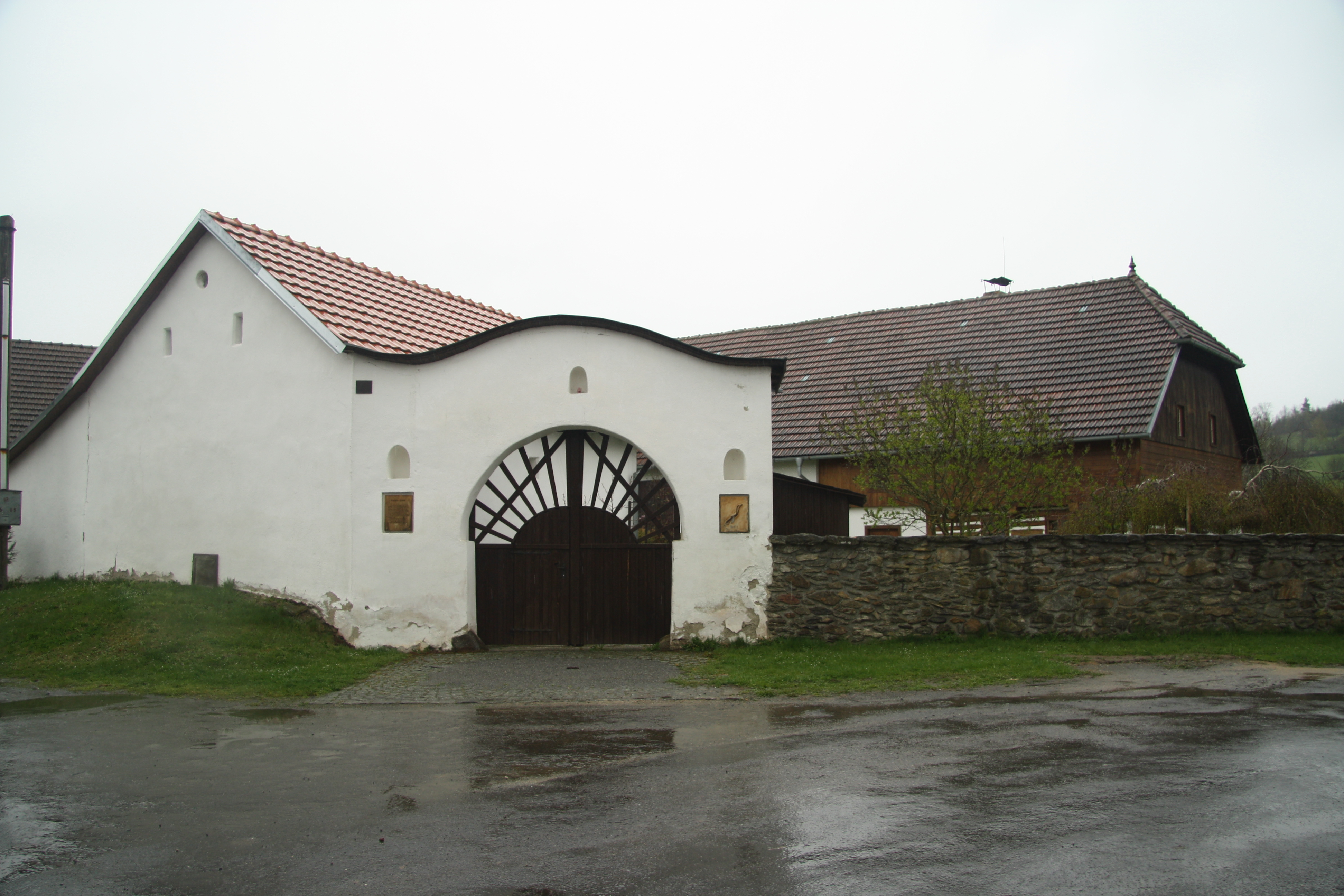
Vstupní brána k domu čp. 15
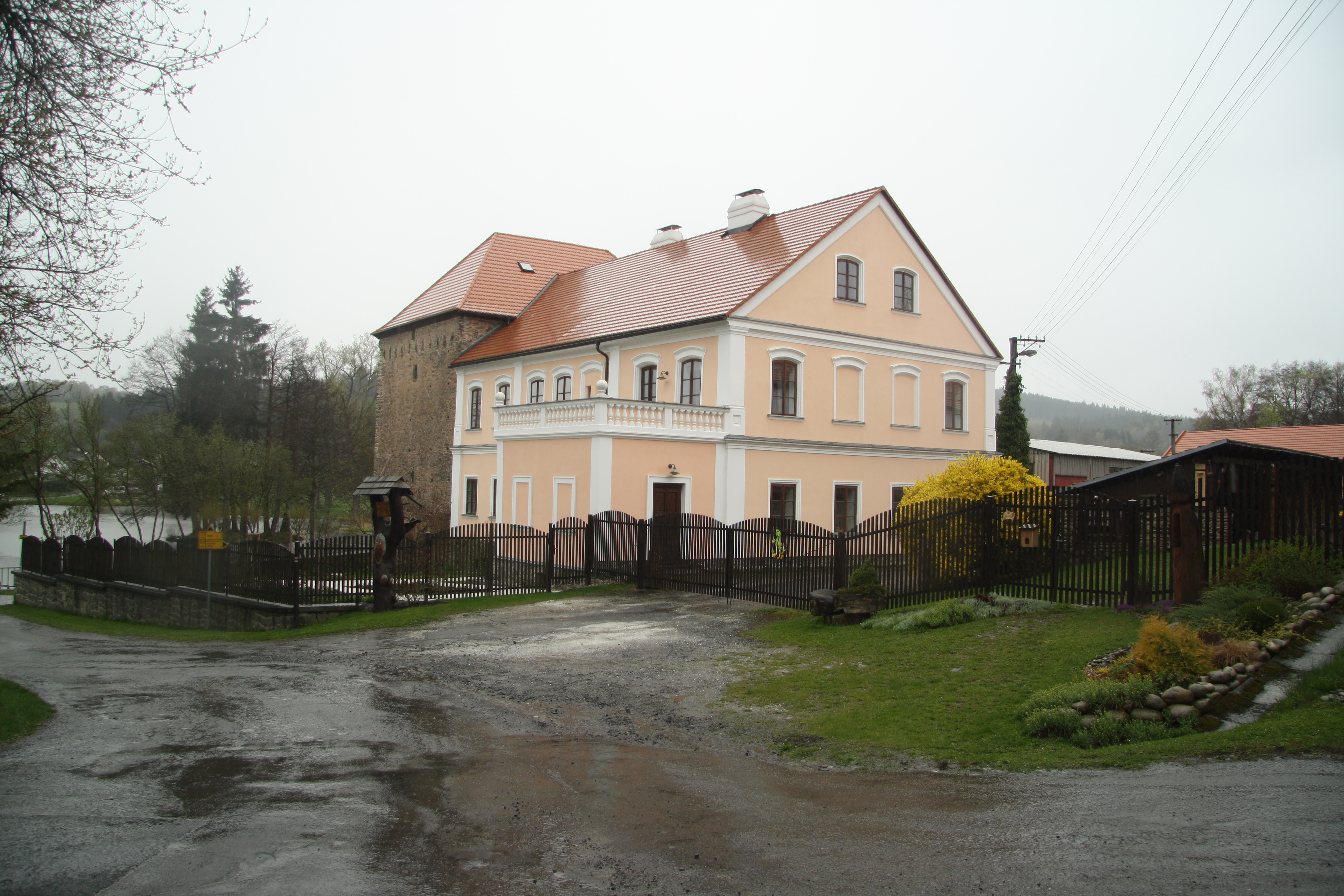
Opravená budova zámku